# Europabolag
Ett europabolag (latin: Societas Europaea, SE) är en bolagsform inom Europeiska unionen för gränsöverskridande verksamhet i aktiebolagsform sedan den 8 oktober 2004. Bolagsformen baseras på EU-förordning nr 2157/2001.
Aktiekapitalet i ett SE-bolag skall vara minst 120 000 euro. Även redovisningen skall vara i euro. Bolagets namn skall innehålla förkortningen SE, som endast får användas av Europabolag.
Ett SE-bolag skall registreras i det land där det enligt bolagsordningen har sitt säte. Sätet skall vara i det medlemsland där huvudkontoret ligger. I Sverige sker registrering hos Bolagsverket, i Finland hos Patent- och registerstyrelsen. 
Ett exempel på ett SE-bolag är mjukvarutillverkaren SAP SE.

## Bildande
Europabolag, eller så kallat SE-bolag (Societas Europaea), kan bildas på följande sätt:
- genom fusion från två eller flera publika bolag från minst två EU-medlemsländer
- genom etablering av ett holdingbolag där minst två av de ingående bolagen lyder under olika medlemsländers lagstiftning eller i minst två år har haft ett dotterbolag eller en filial i ett annat medlemsland
- genom bildandet av ett dotterbolag där minst två av de stiftande bolagen lyder under olika medlemsländers lagstiftning eller i minst två år har haft ett dotterbolag eller en filial i ett annat medlemsland
- genom ombildning av ett existerande publikt bolag som i minst två år haft ett dotterbolag i ett annat medlemsland
- ett europabolag kan självt bilda ett eller flera dotterbolag i form av europabolag